# Броди (Новотомиський повіт)

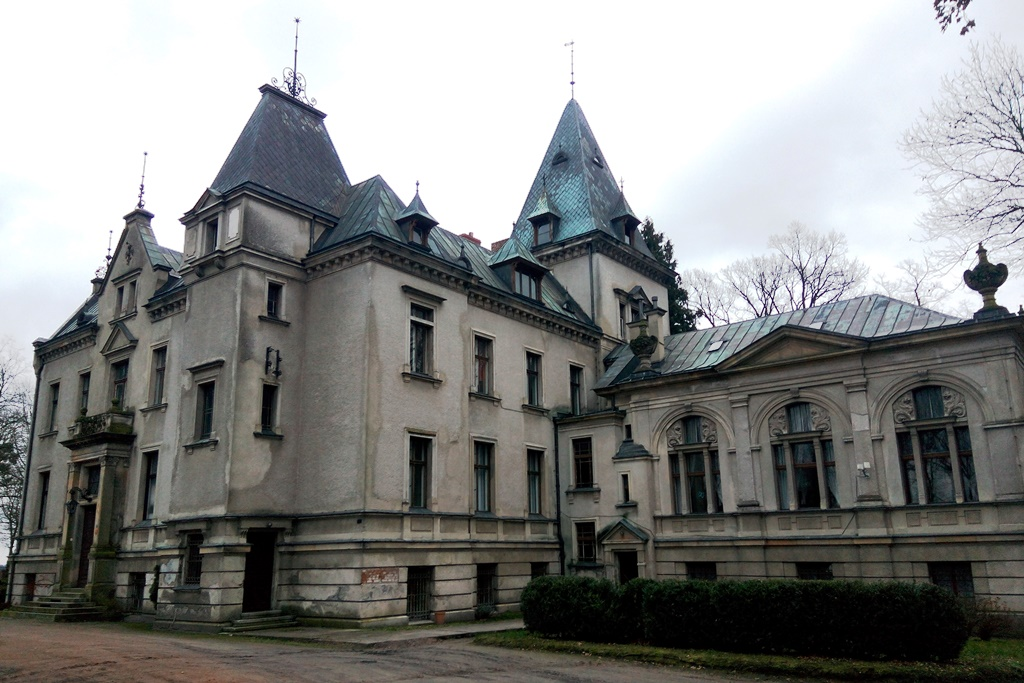
Задній фасад палацу (1890 р.) в Бродах

Броди (пол. Brody, нім. Pflugfelde) — село в Польщі, у гміні Львувек Новотомиського повіту Великопольського воєводства.
Населення — 838 осіб (2011).
У 1975-1998 роках село належало до Познанського воєводства.

## Демографія
Демографічна структура станом на 31 березня 2011 року:
|          | Загалом | Допрацездатний вік | Працездатний вік | Постпрацездатний вік |
| -------- | ------- | ------------------ | ---------------- | -------------------- |
| Чоловіки | 427     | 119                | 280              | 28                   |
| Жінки    | 411     | 97                 | 237              | 77                   |
| Разом    | 838     | 216                | 517              | 105                  |